# Ukraine aux Jeux européens de 2015
L'Ukraine participe aux Jeux européens de 2015. Elle fait partie des 50 nations prenant part à la première édition de cette compétition.
Sa délégation comporte 246 athlètes dans 19 sports.
| Médaille          | Nom                                                          | Sport       | Épreuve                           |
| ----------------- | ------------------------------------------------------------ | ----------- | --------------------------------- |
| Médaille d'or     | Heorhiy Ivanytskyy (en) Markiyan Ivashko (en) Viktor Ruban   | Tir à l'arc | par équipe homme                  |
| Médaille d'or     | Olha Kharlan Alina Komachtchouk Olena Kravatska Olha Zhovnir | Escrime     | par équipe Femme sabre            |
| Médaille d'or     | Andriy Yagodka (en)                                          | Escrime     | sabre homme                       |
| Médaille d'or     | Oleh Vernyayev                                               | Gymnastique | concours général homme individuel |
| Médaille d'or     | Oleh Vernyayev                                               | Gymnastique | homme saut de cheval              |
| Médaille d'or     | Alina Stadnik                                                | Lutte       | femme - 69 kg                     |
| Médaille d'or     | Andriy Khloptsov                                             | Natation    | Homme 50 m papillon               |
| Médaille d'or     | Inna Chernyak (en)                                           | Judo        | Femme malvoyant 57 kg             |
| Médaille d'argent | Hanna Solovey                                                | Cyclisme    | contre la montre Femme            |
| Médaille d'argent | Igor Radivilov Oleh Vernyayev Mykyta Yermak (en)             | Gymnastique | concours général Homme            |
| Médaille d'argent | Zhan Beleniuk                                                | Lutte       | Homme Gréco-romaine 85 kg         |
| Médaille d'argent | Dimitiry Timchenko (en)                                      | Lutte       | Homme Gréco-romaine 98 kg         |
| Médaille d'argent | Tetyana Lavrenchuk (en)                                      | Lutte       | Femme lutte libre 58 kg           |
| Médaille d'argent | Yuliya Tkach                                                 | Lutte       | Lutte libre 63 kg                 |